# 安德魯·賓漢姆
安德魯·賓漢姆（1962年6月23日—）是一位英格蘭政治人物，他的黨籍是保守黨。自2010年開始，他擔任海皮克選區選出的英國下議院議員。他是巴克斯頓足球會的支持者。